# Robert Taylor (acteur)
Robert Taylor (Filley, 5 augustus 1911 - Santa Monica, 8 juni 1969) was de artiestennaam van Spangler Arlington Brugh, een Amerikaans acteur. Hij groeide uit tot een van de populairste mannelijke acteurs van Metro-Goldwyn-Mayer en houdt met zijn loopbaan van 24 jaar daar het record van het langste filmcontract bij één studio uit de geschiedenis van de film.

## Biografie

### Imago als romanticus

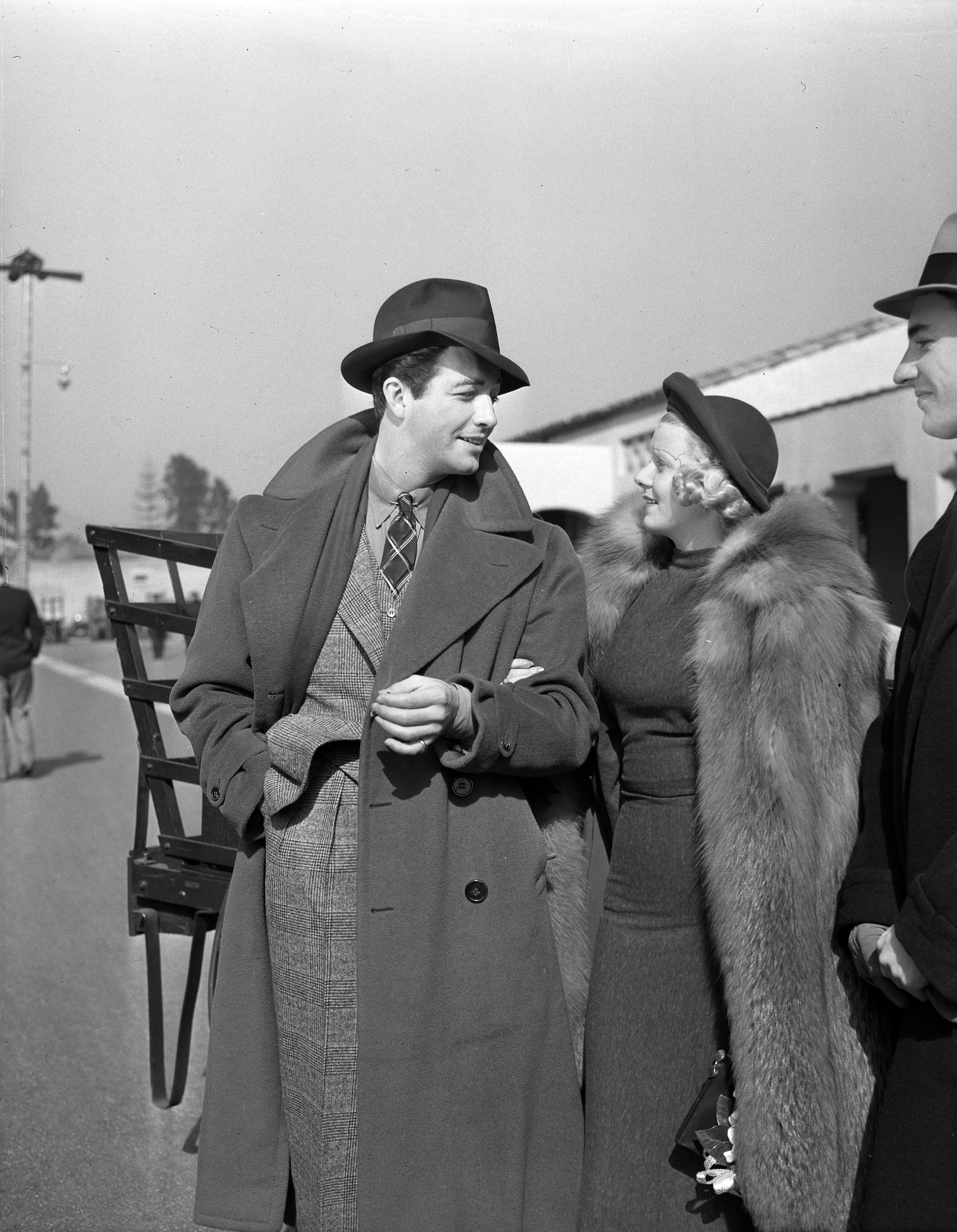
Taylor met sekssymbool Jean Harlow

Taylor werd geboren als zoon van dokter Spangler Andrew Brugh en Ruth Adaline. Als tiener deed hij aan atletiek en speelde hij de cello in het schoolorkest. Na zijn schooldiploma bezocht hij het Doane College, waar hij muziek studeerde. Tijdens zijn studie daar kreeg hij les van professor E. Gray, een man die hij zag als zijn idool. Toen de leraar werd overgeplaatst naar de Pomona College in Los Angeles, schreef ook Taylor zich daar in. Daar ging hij het theater in en werd tijdens een opvoering in 1932 ontdekt door een talentenjager van Metro-Goldwyn-Mayer.
Hij tekende een zevenjarig contract bij de filmstudio voor $35 per week en zijn naam werd veranderd naar Robert Taylor. Zijn filmdebuut kwam in 1934, toen was hij te zien in de Fox Film Corporationfilm Handy Andy. Zijn hoofdroldebuut kwam al een jaar later in Society Doctor (1935). Hij groeide al snel uit tot een van de populairste acteurs van de studio en werd, wegens zijn uiterlijk, voornamelijk gecast in romantische films. Zijn grote doorbraak kwam met een hoofdrol in Magnificent Obsession (1935). Wegens het succes was hij onmiddellijk een ster. Taylor was al in zijn eerste jaren bij de studio te zien als de liefdesinteresse van de grootste actrices, onder wie Irene Dunne, Janet Gaynor, Loretta Young, Barbara Stanwyck, Joan Crawford, Greta Garbo, Jean Harlow, Margaret Sullavan, Myrna Loy, Greer Garson, Hedy Lamarr, Vivien Leigh, Norma Shearer en Lana Turner. Hij kreeg dan ook een relatie met veel van zijn tegenspeelsters, onder wie Virginia Bruce, Irene Hervey, Lia Di Leo, Virginia Grey en Eleanor Parker.
Hoewel hij qua carrière zich op zijn hoogtepunt bevond, maakte hij weinig indruk op zijn collega's. Zo herinnerde Luise Rainer zich dat de acteur zeer materialistisch was en toen ze naar zijn doel vroeg, antwoordde hij dat hij de mooiste uniforms wilde. Desondanks kreeg hij een relatie met Barbara Stanwyck, met wie hij in twee films speelde voordat ze trouwden in 1939. Hij voelde zich erg gezegend te mogen werken voor de grootste filmstudio ter wereld en realiseerde zich niet dat hij werd gemanipuleerd door studiobaas Louis B. Mayer, die hem het laagste salaris gaf van welke filmster dan ook. Hij sloeg ook nooit een filmrol af die hem werd aangeboden.

### Een nieuw imago

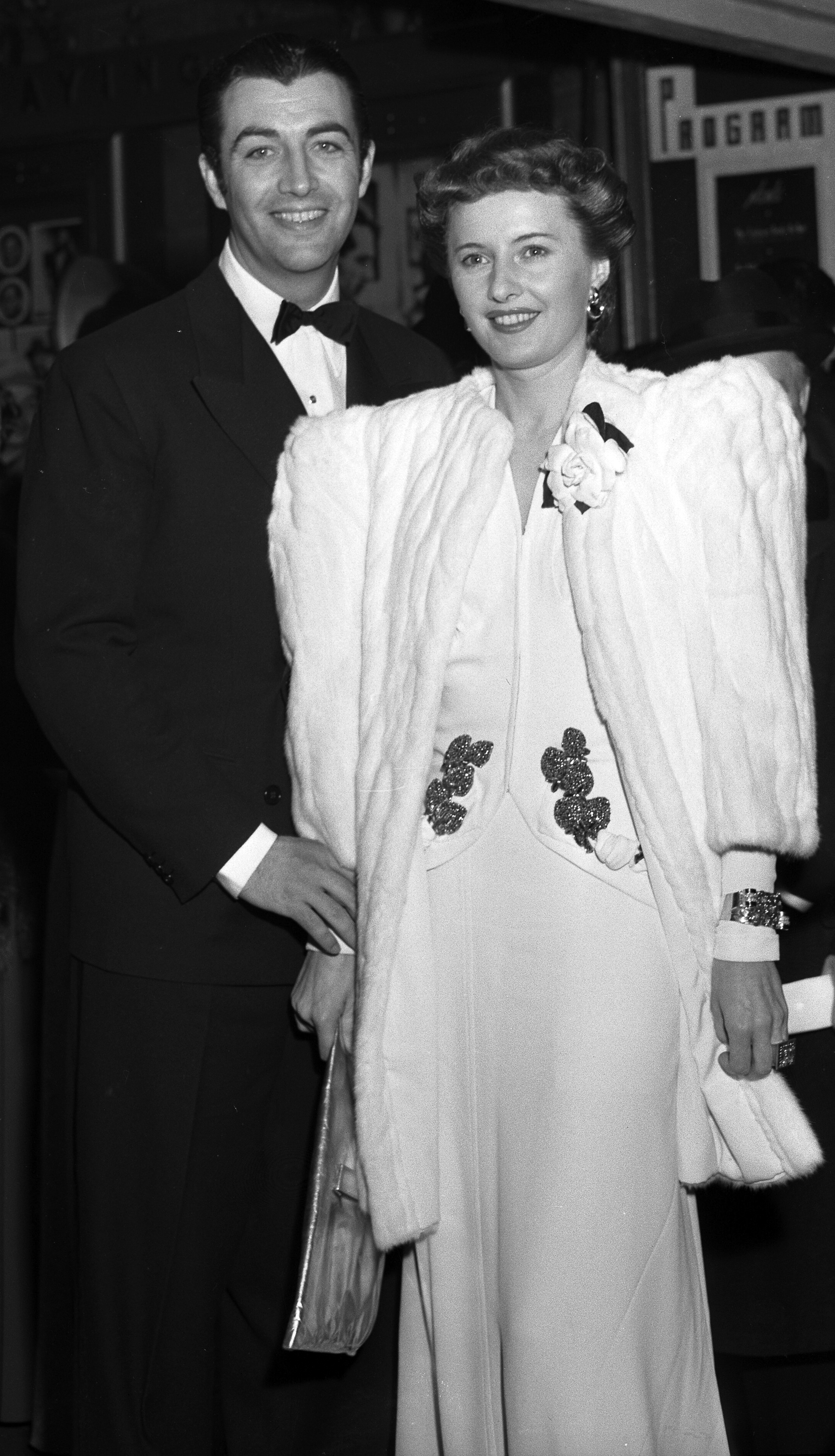
Taylor met zijn vrouw Stanwyck in 1941

Aan het begin van de jaren 40 ging Taylor een andere richting op met zijn carrière. Hij speelde vanaf toen voornamelijk donkere en mysterieuze personages en criminelen. Zijn rol als piloot in Flight Command (1940) zorgde ervoor dat hij geïnteresseerd raakte in vliegtuigen en nam daarom vlieglessen. Toen de Tweede Wereldoorlog was uitgebroken, leverde hij zijn bijdrage door tussen 1943 en 1945 17 instructiefilms te maken voor piloten uit het leger. In deze periode raakte hij ook betrokken bij de presidentsverkiezingen. Zo stond hij tussen 1944 en 1948 aan Thomas E. Dewey's zijde en moedigde hij Dwight D. Eisenhower aan bij de verkiezingen uit 1952 en 1956.
Toen de oorlog tot een einde was gekomen nam ook de populariteit van Taylor af. Hij kreeg minder filmaanbiedingen en als hij deze kreeg, was dit vooral voor actiefilms. In 1951 maakte hij een comeback met de hoofdrol in het zeer succesvolle Quo Vadis. In datzelfde jaar scheidde hij van Stanwyck. Voor de rest van zijn leven moest hij zijn ex-vrouw 15% van al zijn inkomsten betalen. Nadat Clark Gable in 1953 MGM verliet, werd Taylor benoemd tot 'The New King' (De Nieuwe Koning). Mede omdat hij een kettingroker was, verloor hij in de jaren 50 zijn charmes. In 1958 verliet hij MGM en richtte hij zijn eigen productiebedrijf Robert Taylor Productions op.
Taylor trouwde in 1954 met actrice Ursula Thiess, met wie hij de twee kinderen (Terrance (1955) en Tessa (1959)) kreeg. Ondertussen bouwde hij een carrière in de televisie-industrie op en was van 1959 tot en met 1962 te zien in de serie The Detectives Starring Robert Taylor. Hierna was hij vanaf 1965 de verteller van de serie Death Valley Days. Dit bleef hij doen tot en met 1969, toen hij te ziek was om nog te blijven werken. Deze taak nam hij over van Ronald Reagan, een goede vriend die hij steunde bij zijn politieke carrière. Hij stierf al op 57-jarige leeftijd aan longkanker.

## Filmografie
| - Handy Andy (1934) - The Spectacle Maker (1934) - There's Always Tomorrow (1934) - A Wicked Woman (1934) - Crime Does Not Pay Series No. 1 Entitled 'Buried Loot' (1935) - Society Doctor (1935) - Times Square Lady (1935) - West Point of the Air (1935) - Murder in the Fleet (1935) - Broadway Melody of 1936 (1935) - Magnificent Obsession (1935) - Small Town Girl (1936) - Private Number (1936) - His Brother's Wife (1936) - The Gorgeous Hussy (1936) - Camille (1936) - Personal Property (1937) - This Is My Affair (1937) - Broadway Melody of 1938 (1937) - A Yank at Oxford (1938) - Three Comrades (1938) - The Crowd Roars (1938) - Stand Up and Fight (1939) - Lucky Night (1939) - Lady of the Tropics (1939) - Remember? (1939) - Waterloo Bridge (1940) - Escape (1940) - Flight Command (1940) - Billy the Kid (1941) - When Ladies Meet (1941) - Johnny Eager (1942) - Her Cardboard Lover (1942) - Stand by for Action (1942) - Bataan (1943) - Song of Russia (1944) - Undercurrent (1946) | - High Wall (1947) - Ambush (1949) - The Bribe (1949) - Conspirator (1949) - Devil's Doorway (1950) - Quo Vadis (1951) - Westward the Women (1951) - Ivanhoe (1952) - Above and Beyond (1952) - Ride, Vaquero! (1953) - All the Brothers Were Valiant (1953) - Knights of the Round Table (1953) - Valley of the Kings (1954) - Rogue Cop (1954) - Many Rivers to Cross (1955) - The Adventures of Quentin Durward (1955) - The Last Hunt (1956) - D-Day the Sixth of June (1956) - The Power and the Prize (1956) - Tip on a Dead Jockey (1957) - Saddle the Wind (1958) - The Law and Jake Wade (1958) - Party Girl (1958) - The Hangman (1959) - The House of the Seven Hawks (1959) - Killers of Kilimanjaro (1959) - Miracle of the White Stallions (1963) - Cattle King (1963) - A House Is Not a Home (1964) - The Night Walker (1964) - Johnny Tiger (1966) - Savage Pampas (1966) - La Sfinge d'oro (1967) - Return of the Gunfighter (1967) - Le Rouble à deux faces (1968) - Where Angels Go Trouble Follows! (1968) |

- Biblioteca Nacional de España: XX915243
- Bibliothèque nationale de France: cb139003228 (data)
- Gemeinsame Normdatei: 120767783
- International Standard Name Identifier: 0000 0001 0718 3119
- Library of Congress Control Number: n84150661
- Nationale Bibliotheek van Tsjechië: xx0170700
- Nationale Bibliotheek van Israël: 987007422076805171
- Nederlandse Thesaurus van Auteursnamen: 073885622
- Istituto Centrale per il Catalogo Unico: UBOV593583
- LIBRIS: 317480
- SNAC: w6xh17k8
- Système universitaire de documentation: 101348630
- Virtual International Authority File: 159149196262074790658
- WorldCat: E39PBJqBvGqjPKcgGcKtJGVpyd